# メリケン波止場

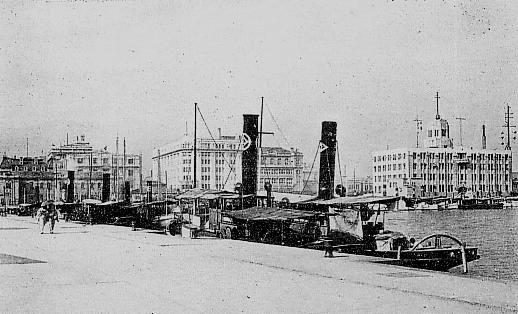
1930年頃のメリケン波止場

メリケン波止場（メリケンはとば）は、兵庫県神戸市中央区波止場町にある、神戸港の波止場の一つ。

## 概要
1868年5月23日（慶応4年閏4月2日）に神戸外国人居留地（当時はまだ造成中）の西端となる鯉川尻に第三波止場として築造された。同時に宇治川尻にも第四波止場が築造された。
1868年1月1日（慶応3年12月7日）の開港時からある生田川尻の波止場が第一波止場、同年4月30日（慶応4年4月8日）に現在の中突堤基部のあたりに築造された波止場が第二波止場と、築造順に番号が振られていた。しかし、東から第一、第三、第二、第四という並びになったこともあって、1874年（明治7年）に第二と第三の並びを入れ替える形で第二波止場と改称された。
居留地の造成工事は結果的に1868年8月14日（慶応4年6月26日）に竣工、同年9月10日（慶応4年7月24日）に永代借地権の第1回競売と遅れ、米国領事館は居留地外となる鯉川河口西岸（現在の神戸郵船ビルの位置）に設置されていた。鯉川尻かつ米国領事館前の第二（もと第三）波止場は「アメリカン」の英語の原音発音から「メリケン波止場」と呼ばれ定着した。漢字では「米利堅波止場」などと表記され、鯉川暗渠化による鯉川筋はメリケンロードとも呼ばれる。なお、米国領事館は1880年（明治13年）頃に居留地15番地へ移転している。
1898年（明治31年）と1925年（大正14年）に増築、1925年と1956年（昭和31年）に嵩上げが行われた。戦時中に「万国波止場」と改称されたが戦後に復称している。
1983年（昭和58年）にメリケン波止場 - 中突堤間の埋立工事が着工、1987年（昭和62年）に竣工し「メリケンパーク」が開園した。大正期竣工の高浜岸壁や新港突堤、昭和初期竣工の中突堤など、他の代表的な神戸港の波止場より歴史のある波止場だったが、1995年（平成7年）に発生した阪神・淡路大震災により、波止場であった場所が崩壊。メリケン波止場の一部（岸壁60m）が被災したそのままの状態で保存され、見学できる公園として1997年（平成9年）7月に神戸港震災メモリアルパークが整備された。
神戸港と同じ時期に発展した横浜港の大さん橋も「メリケン波止場」と呼ばれていた。